# 루돌프 하크
루돌프 하크(독일어: Rudolf Haag, 1922년 8월 17일 ~ 2016년 1월 5일)는 독일의 물리학자이다. 양자장론의 성질을 공리화한 하크-카스틀레 공리계(Haag–Kastler axioms) 및 양자장론의 여러 수학적 성질의 연구에 기여하였다.

## 생애
1922년 튀빙겐에서 태어났다. 슈투트가르트 대학교에서 1948년~1954년 동안 물리학을 공부하였고, 뮌헨 대학교에서 프리츠 보프(독일어: Fritz Bopp) 아래 박사 학위를 수여받았다. 1956~1957년에는 괴팅겐 막스 플랑크 연구소에 있었고, 그 뒤 프린스턴 대학교와 마르세유 대학교에 각각 1년 동안 있다가 일리노이 대학교 어배너-섐페인에 6년 동안 물리학 교수로 있었다. 그 뒤 현재까지 함부르크 대학교 물리학 교수로 있다.
1965년에 유명 저널 《수리물리학 통신》(영어: Communications in Mathematical Physics)을 창간하였고, 8년 동안 주 편집자(Chief Editor)로 활동하였다.

## 같이 보기
- 공리적 양자장론
- 하크-워푸샨스키-조니우스 정리
- 국소성의 원리
- 양자장론
- 휘어진 시공간의 양자장론

## 참고 문헌
1. ↑    - An algebraic approach to quantum field theory by Rudolf Haag, Daniel Kastler (Illinois U., Urbana), J.Math.Phys.5:848-861,1964 보관됨 2012-08-05 - archive.today

- Kastler, Daniel (2003). “Rudolf Haag — Eighty Years”. 《Communications in Mathematical Physics》 (영어) 237 (1): 3–6. doi:10.1007/s00220-003-0829-1. ISSN 0010-3616.